# Communauté de communes du pays de Saint-Marcellin
La Communauté de communes du Pays de Saint-Marcellin (PSM) est une ancienne structure intercommunale française, située dans le département de l'Isère et la région Auvergne-Rhône-Alpes.

## Composition
La PSM regroupait 16 communes du Pays du Sud-Grésivaudan : 
| Nom                      | Code Insee | Gentilé             | Superficie (km2) | Population (dernière pop. légale) | Densité (hab./km2) |
| ------------------------ | ---------- | ------------------- | ---------------- | --------------------------------- | ------------------ |
| Saint-Marcellin (siège)  | 38416      | Saint-Marcellinois  | 7,81             | 8 070 (2014)                      | 1 033              |
| Bessins                  | 38041      | Bessinois           | 4,65             | 126 (2014)                        | 27                 |
| Chatte                   | 38095      | Chattois            | 22,81            | 2 476 (2014)                      | 109                |
| Chevrières               | 38099      | Civrieriens         | 16,62            | 702 (2014)                        | 42                 |
| Dionay                   | 38145      | Dionaysiens         | 14,01            | 119 (2013)                        | 8,5                |
| Montagne                 | 38245      | Montagnards         | 8,78             | 265 (2014)                        | 30                 |
| Murinais                 | 38272      | Murinois            | 8,22             | 379 (2014)                        | 46                 |
| Saint-Antoine-l'Abbaye   | 38359      |                     | 36,22            | 1 053 (2013)                      | 29                 |
| Saint-Appolinard         | 38360      | Saint-Appolinairois | 10,76            | 395 (2014)                        | 37                 |
| Saint-Bonnet-de-Chavagne | 38370      | Chavanais           | 15,18            | 635 (2014)                        | 42                 |
| Saint-Hilaire-du-Rosier  | 38394      | Saint-Hilairois     | 16,42            | 1 945 (2014)                      | 118                |
| Saint-Lattier            | 38410      | Saint-Lattiérois    | 18,17            | 1 275 (2014)                      | 70                 |
| Saint-Sauveur            | 38454      | Saint Salvériens    | 9,42             | 2 079 (2014)                      | 221                |
| Saint-Vérand             | 38463      | Véranais            | 17,83            | 1 743 (2014)                      | 98                 |
| La Sône                  | 38495      | Sônois              | 2,95             | 586 (2014)                        | 199                |
| Têche                    | 38500      | Têchois             | 5,03             | 582 (2014)                        | 116                |

## Compétences
Les missions de la communauté de communes étaient les suivantes :
- aménager l'espace
- économie & emploi
- tourisme
- environnement
- habitat & logement
- insertion sociale
- enfance & jeunesse
- technologie de l'information et de la communication
- équipements structurants

## Historique
La PSM a été créée en 1997.
Le 1er janvier 2017, la communauté de communes du Sud Grésivaudan (nom provisoire, avec comme nom de marque Saint-Marcellin Vercors Isère) est créée par la fusion avec les communautés de communes de la Bourne à l'Isère et Chambaran Vinay Vercors.

## Sources
- Le SPLAF